# Dinastia Kadamba

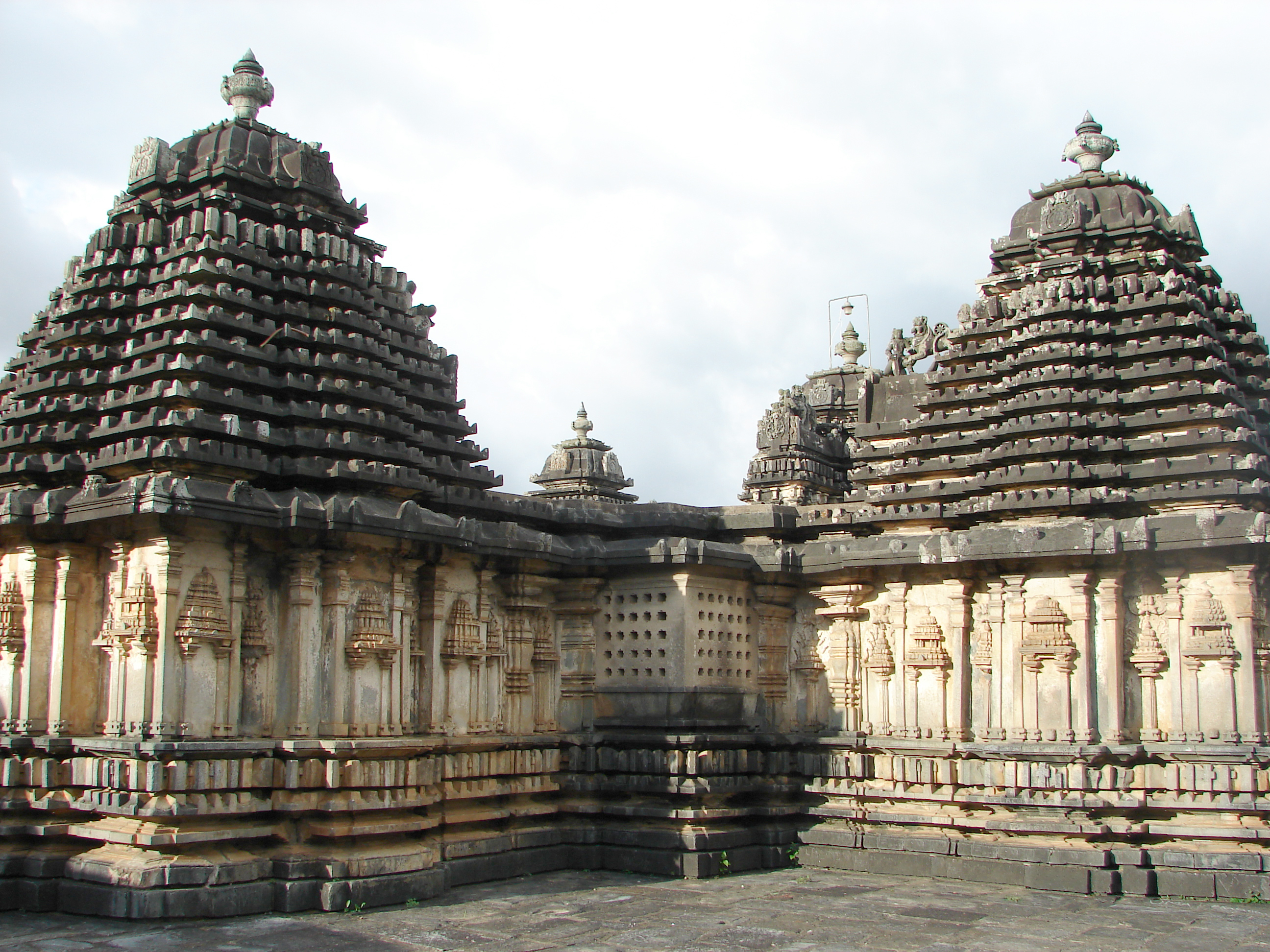
Arquitectura característica Kadamba al temple de lakxmi de Doddagaddavalli

El regne Kadamba (kanara: ಕದಂಬರು) fou un regne de la part septentrional del Sud de l'Índia, dins de la zona de la regió de la moderna Goa i el Konkan als estats actuals de Karnataka i Maharashtra. El fundador del regne fou Mayurasharma al 345 i la seva dinastia va regnar entre el segle iv i el segle vi, amb la capital a Banavasi, també anomenada Vaijayanti, desplaçant als txutus.
Després d'haver regnat com a estat independent durant dos segles, en l'ocàs del regne, els kadambes varen acabar com a dinastia vassalla dels regnes Chalukya i Raixtrakuta. Els kadambes foren la primera dinastia que va patrocinar el jainisme.
Posteriorment els descendents de la dinastia Kadamba varen fundar un regne a Hangal i un altre a Goa al segle x. Aquests es coneixen com a Kadambes de Hangal i Kadambes de Goa respectivament.

## Història
Hi ha diversos mites sobre l'origen dels Kadambes. Segons una versió, la dinastia va ser fundada per un Trilochana Kadamba també conegut con Jayanta segons els registres de Halsi i Degamve, el qual tenia tres ulls i quatre braços. Va néixer a partir de la suor de Xiva, que havia caigut sota d'un arbre kadamba i d'aquí el seu nom de Kadamba. Segons un altre mite, el propi Trilochana, que va agafar el nom de Mayurasharma per emfatitzar el seu canvi de brahmin (sacerdot) a membre de la casta kxatriya, va néixer de Xiva i de la mare terra i tenia tres ulls. D'acord amb Grama Paddhati, una obra kanaresa que tracta de la història dels Brahmans Tulu, Mayurasharma va néixer de Xiva i la deessa Parvati sota un arbre kadamba a les muntanyes de Sahyadri i d'aquí el nom de Kadamba. Una inscripció dels Nagarakhanda Kadambes, una dinastia descendent tardana, dona compte d'un altre llegenda i traça el seu llinatge dels Nandes. Segons la inscripció, el rei Nanda, que no tenia cap hereu va pregar a Xiva a la muntanya Kailash quan una veu celestial li va aconsellar que li naixerien dos fills que portarien el nom de Kadamba "Kula" (familia) i que havien de ser instruïts en l'ús d'armes.
Hi ha dues teories sobre l'origen de la dinastia Kadamba, un origen kanarès (kannadihga) natiu i un altre, un origen indi del nord. La menció de l'origen indi del nord dels Kadambes només es troba en els registres posteriors de les seves branques dinàstiques descendents i es considera una llegenda. El primer registre que fa aquesta afirmació són les inscripcions de 1053 i 1055 inscripcions de Harikesari Deva que es copien en les inscripcions posteriors a partir de llavors, descrivint Mayurasharma com el progenitor del regne que va establir el seu poder en el cim de la Muntanya Himavat. No obstant això, aquesta teoria no ha aconseguit gaire popularitat, ja que no hi ha indicació d'aquest relat en cap dels seus primers indicis. Per contra, la família deriva el seu nom de l'arbre kadamba que és comú només a la regió sud de l'Índia.
Els historiadors estan dividits sobre la qüestió de la casta de la família Kadamba, si els fundadors del regne pertanyien a la casta dels bramans com es reivindica en la inscripció de Talagunda, o eren d'origen tribal. Una afirmació que s'ha fet es que els Kadambas eren ni més ni menys que una tribu anomenada els Kadambu, que estaven en conflicte amb el regne de Xera (regió de Kerala). Els 'Kadambus' són esmentades en la literatura Tamil Sangam com adoradors de l'arbre Kadambu i del déu hindú Subramanya. Mentre que alguns historiadors han argumentat que per ser d'ascendència braman els avantpassats de Mayurasharma havien de ser natius del nord de l'Índia, l'argument en contra és que era comú per als pobles dravídics ser rebuts en la casta bramànica durant l'alta i baixa Edat Mitjana. Sent kanaresos (kannadigues) natius, els Kadambes va donar ràpidament importància administrativa i política a la seva llengua, el kanarès, després d'arribar al poder. Per tant, s'afirma que la família dels Kadambes eren, sens dubte, d'ascendència kanaresa i podien haver estat admesos a la casta bramànica. Una descendència dels Naga s'ha constatat igualment per inscripcions del rei Krishna Varma I, el que confirma que la família era del que avui dia és Karnataka.
Les inscripcions en sànscrit i kanarès són les principals fonts de la història dels Kadambes. Les inscripcions de Talagunda, Gundanur, Chandravalli, Halasi i Halmidi són algunes de les inscripcions importants que donen llum sobre aquesta antiga família regnant a Karnataka. Pertanyien al gotra (clan) Manavya i al llinatge dels Haritiputres que els connectava amb els Chutus de Banavasi, uns feudataris de l'imperi Satavahana, natius de la regió. Inscripcions dels Kadambes en kanarès i sànscrit adscrites a la dinastia principals i a les derivades han estat publicats pels historiadors. Els Kadambes van encunyar monedes amb llegendes en nagari, kanarès i grantha que proporcionen evidència addicional numismàtica la seva història.
Els Kadambes van ser els primers governants que van utilitzar el kanarès com a llengua administrativa oficial addicional, tal com ho demostra la inscripció de Halmidi del 450. Tres inscripcions kanareses del seu domini inicial de Banavasi han estat descobertes. Diverses monedes primerenques de la dinastia Kadamba amb la inscripció en kanarès vira i skandha es van trobar a Satara. Una moneda d'or del rei Bhagiratha (390-415) que porta una llegenda kanaresa que diu "Sri" i "Bhagi". Recentment s'ha descobert una moneda de coure Kadamba del segle V a Banavasi amb la inscripció en kanarès "Srimanaragi", que demostra l'ús del kanarès a nivell administratiu.
Una de les seves primeres inscripcions, la inscripció a Talagunda de Santivarma (450) dona el que pot ser la causa més possible per al sorgiment del regne Kadamba. Afirma que Mayurasharma era natural de Talagunda, (a l'actual districte de Shimoga) i la seva família va obtenir el seu nom de l'arbre Kadamba que creixia prop de casa seva. La inscripció narra com Mayurasharma va anar a Kanchi el 345 juntament amb el seu guru i avi Veerasarma per prosseguir els seus estudis vèdics en una ghatika (escola). Allà, a causa d'un malentès entre ell i un guàrdia pal·lava o en una Ashvasanstha (un lloc de sacrifici de cavalls), va sorgir una disputa en què Mayurasharma va ser humiliat. Rabiós, el Braman va suspendre els seus estudis i va abandonar Kanchi, jurant venjança contra els pal·lavas, i es va agafar les armes. Va recollir un grup fidel de seguidors i va derrotar els exèrcits Pal·laves a la regió de Srisilam. Després d'un prolongat període de guerra de baixa intensitat contra els Pal·laves i altres reis més petites, com els Brihad-Banes de la regió de Kolar, va proclamar la independència. Incapaç de contenir-lo, els Pal·laves van haver d'acceptar la seva sobirania. Així, en un acte de justa indignació va néixer el primer regne natiu de Karnataka, el rei Pal·lava Skandavarman va acceptar reconèixer la creixent força dels Kadambes al sud del riu Malaprabha com un poder sobirà. Estudiosos com Mores i Sastry opinen que Mayurasharma es va aprofitar de la confusió que s'havia creat per la invasió de Samudragupta que en la seva inscripció d'Allahabad afirma haver derrotat Vishnugopa de Kanchi. Aprofitant el debilitament del poder pal·lava, Mayurasharma sembla haver tingut èxit en l'establiment d'un nou regne. El fet que Mayurasharma havia de viatjar a la llunyana Kanchi per als estudis vèdics dona una indicació que la tradició vèdica era bastant rudimentària a la regió en aquell moment. la inscripció de Gudnapur, recentment descoberta, afirma que l'avi i preceptor de Mauryasharma va ser Virasarma i el seu pare Bandhushena, que van desenvolupar el caràcter d'un Kxatriya. [30]
El successor de Mayurasharma fou el seu fill Kangavarma el 365 que va haver de lluitar contra els Vakatakes per protegir Kuntala. Va ser derrotat per Vakataka Prithvisena però va aconseguir mantenir la seva llibertat. El seu fill Bhagiratha es diu que va recuperar les pèrdues del seu pare, però les inscripcions Vakataka no donen fe d'això. El seu fill Raghu va morir lluitant contra els Pal·laves. Va ser succeït pel seu germà Kakusthavarma que fou el governant més poderós de la dinastia. Va mantenir relacions matrimonials fins i tot ambs els Gupta imperials del nord, segons la inscripció de Talagunda. Una de les seves filles es va casar amb el fill de Kumara Gupta Skandagupta. La seva altra filla estava casada amb un rei Vakataka, Narendrasena. Va mantenir relacions similars amb els Bhataris, el Alupes i la dinastia Ganga occidental de Gangavadi segons la inscripció de Talagunda. El gran poeta Kalidasa va visitar la seva cort.
Després de Kakusthavarma únicament Ravivarma, que va arribar al tron el 485, va ser capaç de mantenir el regne. El seu govern va estar marcat per una sèrie de xocs dins de la família, i també contra els Pal·laves i el Gangues. També se li atribueix una victòria contra els Vakatakes, que va ajudar a estendre el seu regne pel nord fins al riu Narmada. El seu regne en essència consistia en grans àrees de Karnataka, Goa i zones del sud de l'actual Maharashtra. Després de la seva mort, el regne va entrar en declivi a causa de disputes familiars. Les inscripcions de Birur de Kadamba Vishnuvarman esmenten a Shantivarman com "El amo de tota la regió de Karnataka". La branca Triparvatha que es va separar el 455 va governar des de Murod a Belagavi per algun temps i es va fusionar amb el principal regne de Banavasi durant el govern de Harivarma. Finalment el regne va caure al poder dels Chalukya de Badami. Els Kadambes es va convertir a partir de llavors en feudataris dels Chalukyas de Badami i més tard dels Raixtrakutes i dels Chalukya de Kalyani. Els successors de Mayurasharma van portar l'afegit de "Varma" al nom per indicar el seu estatus de Kxatriya. Del segle X al segle xiii van tenir capital a Halasi i són anomenats Kadambes de Halasi.

## Sobirans

### Regne Kadamba deBanavasi
- Mayurasharma 	(345–365)
- Kangavarma 	(365–390)
- Bagitarha 	(390–415)
- Raghu 	(415–435)
- Kakusthavarma 	(435–455)
- Santivarma 	(455 -460)
- Mrigeshavarma 	(460–480)
- Shivamandhativarma 	(480–485)
- Ravivarma 	(485–519)
- Harivarma 	(519–525)

### Branca kadamba de Triparvatha
- Krishna Varma I 	(455)
- Vishnuvarma
- Simhavarma
- Krishna Varma II (?-525)

### Unificació
- Krishna Varma II (525-543)
- Pulakesi I (Chalukya) 	(543–566)